# Champvans-les-Moulins
Champvans-les-Moulins település Franciaországban, Doubs megyében. Lakosainak száma 317 fő (2022. január 1.). Champvans-les-Moulins Noironte, Pouilley-les-Vignes, Serre-les-Sapins és Chemaudin et Vaux községekkel határos.

## Népesség
A település népességének változása:
| Lakosok száma | 88   | 212  | 237  | 332  | 355  | 352  | 340  | 325  | 321  | 317  |
|               | 1968 | 1982 | 1990 | 2006 | 2013 | 2015 | 2017 | 2019 | 2020 | 2022 |